# Animal Crossing: Wild World
Animal Crossing: Wild World este un joc video de simulare pentru consola portabilă Nintendo DS. Jocul a fost dezvoltat și publicat de către Nintendo. A fost lansat pentru prima dată în Japonia, pe 23 noiembrie 2005. Pe 31 martie 2016, jocul a vândut 11.75 milioane de copii în întreaga lume. Animal Crossing: Wild World este al 9-lea cel mai bine vândut joc pentru consola Nintendo DS.
1. ↑  ESRB rating database, accesat în 28 august 2022